# Бурунди на Светском првенству у атлетици у дворани 2022.
Бурунди је учествоваона 18. Светском првенству у атлетици у дворани 2022. одржаном у Београду од 18. до 20. марта дванаести пут. Репрезентацију Бурундија представљао је 1 такмичар који се такмичио у трци на 1.500 метара.,
На овом првенству такмичар Бурундија није освојио ни једну медаљу али је остварио најбољи резултат сезоне.

## Учесници
Мушкарци:
- Ерик Нзиквикунда — 1.500 м

## Резултати

### Мушкарци
| Атлетичар        | Дисциплина | Лични рекорд | Квалификација | Квалификација | Финале               | Финале  | Детаљи |
| Атлетичар        | Дисциплина | Лични рекорд | Резултат      | Место         | Резултат             | Место   | Детаљи |
| ---------------- | ---------- | ------------ | ------------- | ------------- | -------------------- | ------- | ------ |
| Ерик Нзиквикунда | 1.500 м    | 3:41,51      | 3:46,02 ЛРС   | 4. у гр. 2    | Није се квалификовао | 22 / 30 |        |